# Malacolimax wiktori
Malacolimax wiktori е вид коремоного от семейство Limacidae.

## Разпространение
Видът е разпространен в Испания (Канарски острови).